# Judgment Day (2001)
Judgment Day (2001) foi um evento de luta profissional promovido pela World Wrestling Federation (WWF) em formato pay-per-view. Aconteceu em 20 de maio de 2001 no ARCO Arena em Sacramento, Califórnia, sendo patrocinado pela RC Cola. Este foi o segundo evento na cronologia do Judgment Day e o sexto pay-per-view de 2001 no calendário da WWF.

## Resultados
| Nº                                          | Resultados                                                                                   | Estipulações                                                     | Tempo |
| ------------------------------------------- | -------------------------------------------------------------------------------------------- | ---------------------------------------------------------------- | ----- |
| Heat                                        | Raven derrotou Val Venis                                                                     | Luta individual                                                  | N/A   |
| Heat                                        | The Holly Cousins (Hardcore Holly e Crash Holly) derrotou Kaientai (Taka Michinoku e Funaki) | Luta de duplas                                                   | N/A   |
| 1                                           | William Regal derrotou Rikishi                                                               | Luta individual                                                  | 3:57  |
| 2                                           | Kurt Angle derrotou Chris Benoit por 2-1                                                     | Luta Three stages of hell pela medalha de ouro olímpica de Angle | 23:58 |
| 3                                           | Rhyno (c) derrotou Test e Big Show                                                           | Luta Triple Threat hardcore pelo WWF Hardcore Championship       | 9:13  |
| 4                                           | Chyna (c) derrotou Lita                                                                      | Luta individual pelo WWF Women's Championship                    | 6:30  |
| 5                                           | Kane derrotou Triple H (c) (com Stephanie McMahon-Helmsley)                                  | Luta de correntes pelo WWF Intercontinental Championship         | 12:27 |
| 6                                           | Chris Jericho e Chris Benoit venceram ao eliminarem por último Edge e Christian              | Luta Tag Team Turmoil                                            | 32:09 |
| 7                                           | Stone Cold Steve Austin (c) derrotou The Undertaker                                          | Luta No Holds Barred pelo WWF Championship                       | 23:08 |
| (c) – Refere-se aos campeões antes da luta. |                                                                                              |                                                                  |       |